# Leah Williamson
Leah Cathrine Williamson (Milton Keynes, Inglaterra; 29 de marzo de 1997) es una futbolista inglesa. Juega como defensa para el Arsenal de la FA WSL, haciendo su debut en 2014. También forma parte de la Selección del Inglaterra desde 2018 y de la Selección del Gran Bretaña en los Juegos Olímpicos. En 2022 fue nombrada Oficial de la Orden del Imperio Británico (OBE).

## Biografía
Leah Cathrine Williamson nació el 29 de marzo de 1997.  Sus padres son David Williamson y Amanda (Baker) Williamson.

## Club

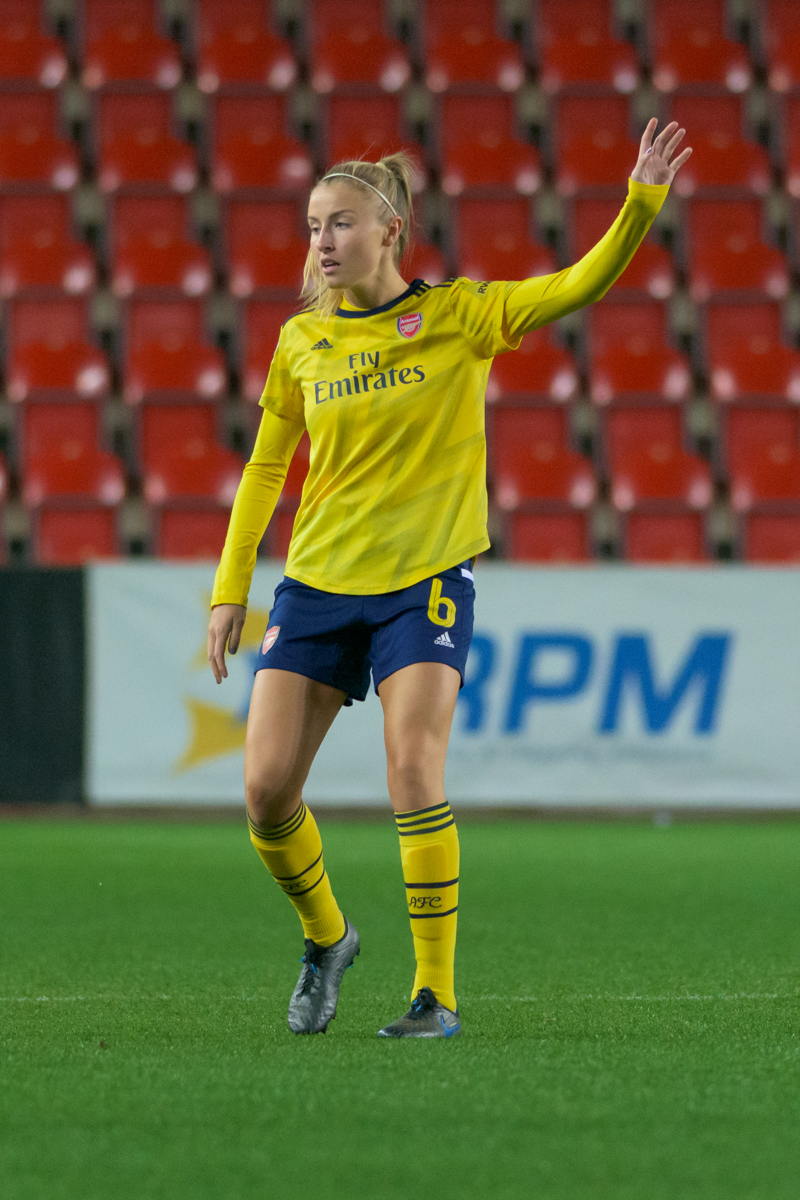
Leah Williamson durante la Champions League 2019

Gunner desde su nacimiento, Leah Williamson entró en 2006 en la cantera del Arsenal a los 9 años.
En 2014 se produjo su debut para el primer equipo en los cuartos de final de la Champions League. El 16 de abril de ese mismo año, debutó en la FA WSL contra Notts County. El 13 de julio, Leah marcó su primer gol contra Millwall Lionesses. Al final de la temporada, fue nombrada Jugadora del Año de la League Cup.
En 2015 ganó el premio a la Mejor Jugadora Joven del Año de Inglaterra. El 26 de abril ganó el premio a la Mejor Jugadora Joven del Año de la PFA de la temporada 2014/2015.
En la temporada 2017/2018, con la llegada del nuevo entrenador Joe Montemurro, Leah comenzó a jugar de defensa.
En la temporada 2018/2019, Leah hizo su aparición número 100 para el Arsenal con tan solo 21 años. Ese mismo año ayudó al Arsenal a ganar la FA WSL por primera vez desde 2012.

## Selección nacional

### Inglaterra

#### Categorías inferiores
Leah Williamson ha representado a Inglaterra desde 2010. Fue nombrada capitana de la Selección inglesa Sub-17 para el Campeonato Europeo Sub-17 de 2014. Más tarde formó parte de la Selección inglesa Sub-20 en la Copa Mundial Femenina de Fútbol Sub-20 de 2014 disputada en Canadá.
El 9 de abril de 2015, Williamson marcó un penalti en la repetición del final del partido de clasificación en el Campeonato Europeo Sub-19 de 2015 contra Noruega. La causa de esta repetición se produjo a causa de una jugadora inglesa que entró en el área antes de que Williamson chutara el balón. Las normas dictan que el penalti debe ser repetido, sin embargo, el árbitro pitó un tiro libre a favor de Noruega. Tras las protestas de la Selección inglesa, la UEFA ordenó que el partido fuera repetido cinco días después desde el minuto 96. Tras marcar el penalti, Inglaterra se clasificó para el Campeonato.

#### Selección absoluta

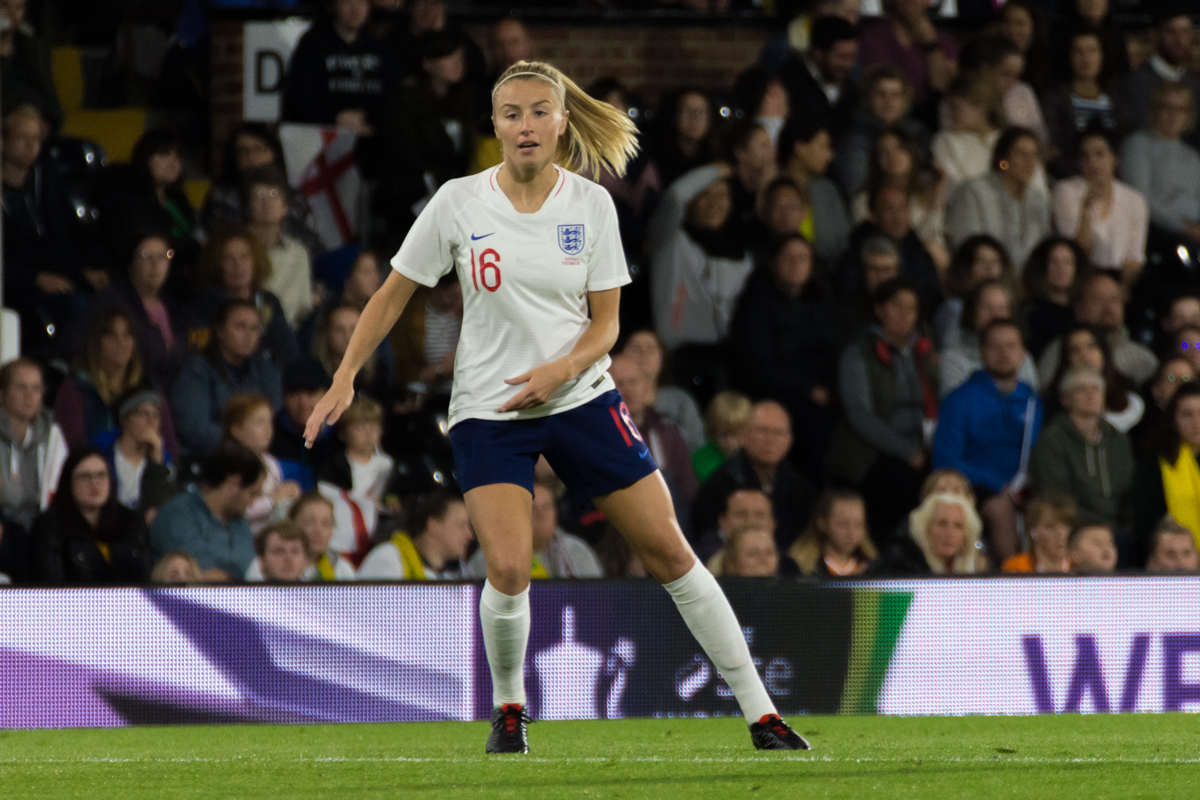
Leah Williamson durante un partido de la selección.

El 8 de junio de 2018, Leah debutó para la Selección absoluta en el partido contra Rusia de la ronda de clasificación para el Mundial de 2019.
A principios de 2019, formó parte del equipo que ganó la Copa SheBelieves 2019 en Estados Unidos.
En mayo de 2019, se anunció que había sido seleccionada para formar parte de la selección en la Copa Mundial Femenina de Fútbol de 2019. Jugó 1 partido.
En noviembre de 2019, marcó su primer gol, dándole la victoria a Inglaterra contra la República Checa.

### Gran Bretaña
Williamson fue seleccionada para representar a Gran Bretaña en los Juegos Olímpicos 2020. Debutó el 24 de julio de 2021 en el partido contra Japón durante la fase de grupos.

### Partidos y goles marcados en Mundiales y Juegos Olímpicos
Los partidos de mundiales son de la Selección de Inglaterra y los partidos de los Juegos Olímpicos son con la Selección de Gran Bretaña
| Gol                                         | Partido | Fecha     | Ubicación    | Rival     | Alineación    | Min | Puntuación | Resultado | Competición      |
| ------------------------------------------- | ------- | --------- | ------------ | --------- | ------------- | --- | ---------- | --------- | ---------------- |
| Mundial de Francia 2019                     |         |           |              |           |               |     |            |           |                  |
|                                             | 1       | 23-6-2019 | Valenciennes | Camerún   | 84' ( Parris) |     |            | 3-0 (PG)  | Octavos de final |
| Tokio Fútbol Femenino Juegos Olímpicos 2020 |         |           |              |           |               |     |            |           |                  |
|                                             | 2       | 24-7-2021 | Sapporo      | Japón     | Principal     |     |            | 1-0 (PG)  | Fase de grupos   |
|                                             | 3       | 27-7-2021 | Kashima      | Canadá    | Principal     |     |            | 1-1 (PE)  | Fase de grupos   |
|                                             | 4       | 30-7-2021 | Kashima      | Australia | Principal     |     |            | 3-4 (PP)  | Cuartos de final |

### Partidos y goles marcados en Campeonatos Europeos
| Gol           | Partido | Fecha     | Ubicación   | Rival             | Alineación | Min | Puntuación | Resultado | Competición      |
| ------------- | ------- | --------- | ----------- | ----------------- | ---------- | --- | ---------- | --------- | ---------------- |
| Eurocopa 2022 |         |           |             |                   |            |     |            |           |                  |
|               | 1       | 6-7-2022  | Trafford    | Austria           | Principal  |     |            | 1-0 (PG)  | Fase de grupos   |
|               | 2       | 11-7-2022 | Brighton    | Noruega           | Principal  |     |            | 8-0 (PG)  | Fase de grupos   |
|               | 3       | 15-7-2022 | Southampton | Irlanda del Norte | Principal  |     |            | 5-0 (PG)  | Fase de grupos   |
|               | 4       | 20-7-2022 | Brighton    | España            | Principal  |     |            | 2-1 (PG)  | Cuartos de final |
|               | 5       | 26-7-2022 | Sheffield   | Suecia            | Principal  |     |            | 4-0 (PG)  | Semifinal        |
|               | 6       | 31-7-2022 | Londres     | Alemania          | Principal  |     |            | 2-1 (PG)  | Final            |

## Estadísticas

### Club
Actualizado a los partidos jugados el 21 de diciembre de 2022
| Club             | Temporada          | Liga             | Liga     | Liga  | FA Cup nacionales(1) | FA Cup nacionales(1) | Copa de Liga nacionales 2(2) | Copa de Liga nacionales 2(2) | Europa internacionales(3) | Europa internacionales(3) | Total    | Total |
| Club             | Temporada          | División         | Partidos | Goles | Partidos             | Goles                | Partidos                     | Goles                        | Partidos                  | Goles                     | Partidos | Goles |
| ---------------- | ------------------ | ---------------- | -------- | ----- | -------------------- | -------------------- | ---------------------------- | ---------------------------- | ------------------------- | ------------------------- | -------- | ----- |
| Arsenal          | 2014               | FA WSL           | 13       | 1     | 4                    | 0                    | 7                            | 1                            | 1                         | 0                         | 25       | 2     |
| Arsenal          | 2015               | FA WSL           | 7        | 0     | 2                    | 0                    | 3                            | 1                            | —                         | —                         | 12       | 1     |
| Arsenal          | 2016               | FA WSL           | 8        | 0     | 3                    | 0                    | 0                            | 0                            | —                         | —                         | 11       | 0     |
| Arsenal          | Spring Series 2017 | FA WSL           | 7        | 0     | —                    | —                    | —                            | —                            | —                         | —                         | 7        | 0     |
| Arsenal          | 2017–18            | FA WSL           | 17       | 1     | 2                    | 0                    | 7                            | 0                            | —                         | —                         | 26       | 1     |
| Arsenal          | 2018–19            | FA WSL           | 19       | 1     | 2                    | 0                    | 6                            | 1                            | —                         | —                         | 27       | 2     |
| Arsenal          | 2019–20            | FA WSL           | 15       | 1     | 2                    | 0                    | 6                            | 1                            | 4                         | 0                         | 27       | 2     |
| Arsenal          | 2020–21            | FA WSL           | 20       | 1     | 1                    | 0                    | 3                            | 0                            | —                         | —                         | 24       | 1     |
| Arsenal          | 2021–22            | FA WSL           | 18       | 2     | 1                    | 0                    | 1                            | 0                            | 7                         | 1                         | 27       | 3     |
| Arsenal          | 2022–23            | FA WSL           | 4        | 0     | 0                    | 0                    | 0                            | 0                            | 5                         | 0                         | 9        | 0     |
| Total de carrera | Total de carrera   | Total de carrera | 128      | 7     | 17                   | 0                    | 33                           | 4                            | 17                        | 1                         | 197      | 12    |

## Palmarés

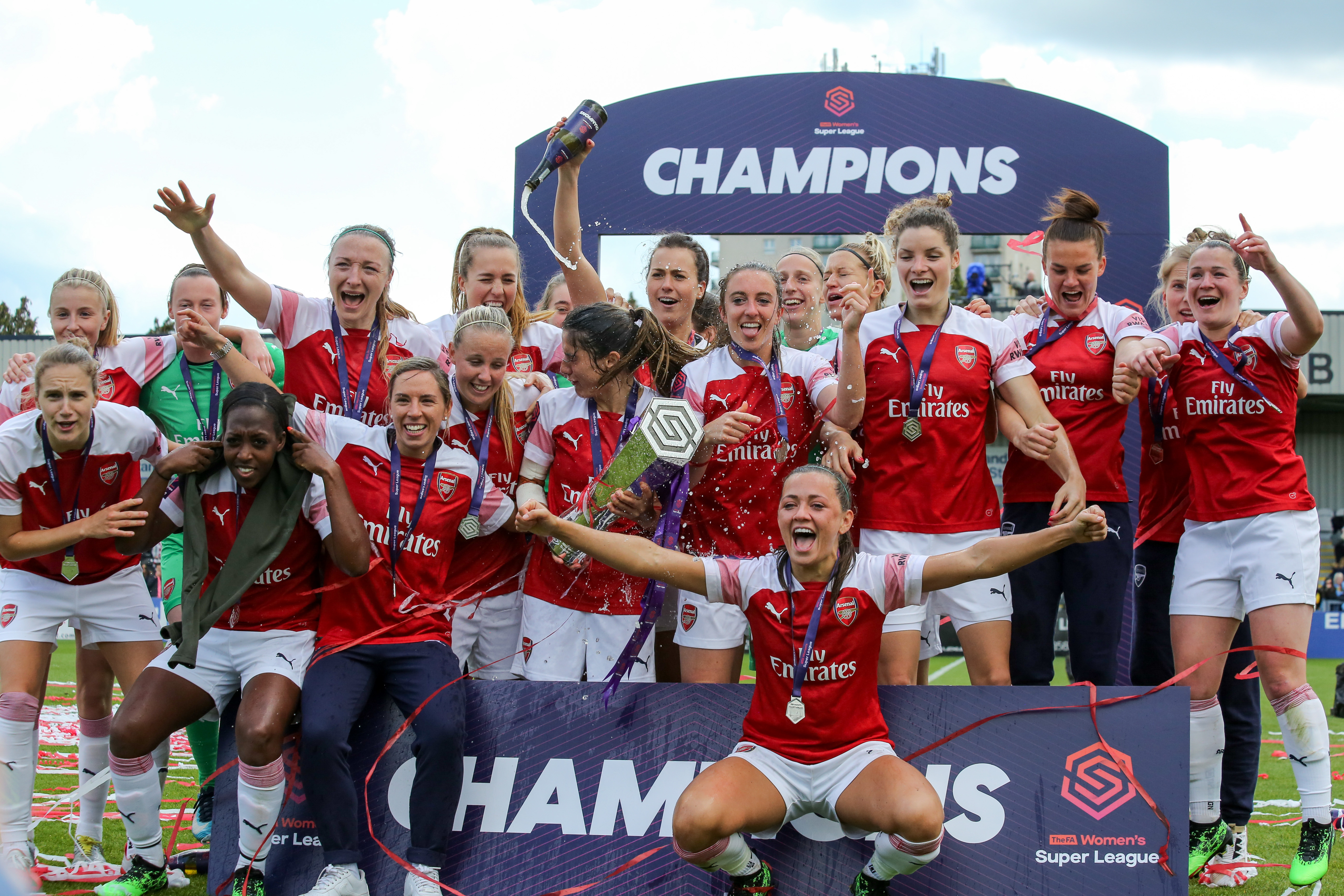
Williamson celebrando el título de liga junto a sus compañeras.

### Club

#### Arsenal
- FA WSL: 2018-19[24]
- Women's FA Cup: 2013-14,[25] 2015-16[26]
- FA WSL Cup: 2015,[27] 2017-18[28]
  - Subcampeón: 2014

### Internacional
- Copa SheBelieves: 2019[29]
- Eurocopa Femenina: 2022, 2025

### Individual
- England Women's Youth Player of the Year: 2014 
  - Segundo Puesto: 2012
- FA WSL Continental Cup Player of the Year: 2014
- PFA Young Women's Player of the Year: 2014-15